# Opatství svatého Kolumbána

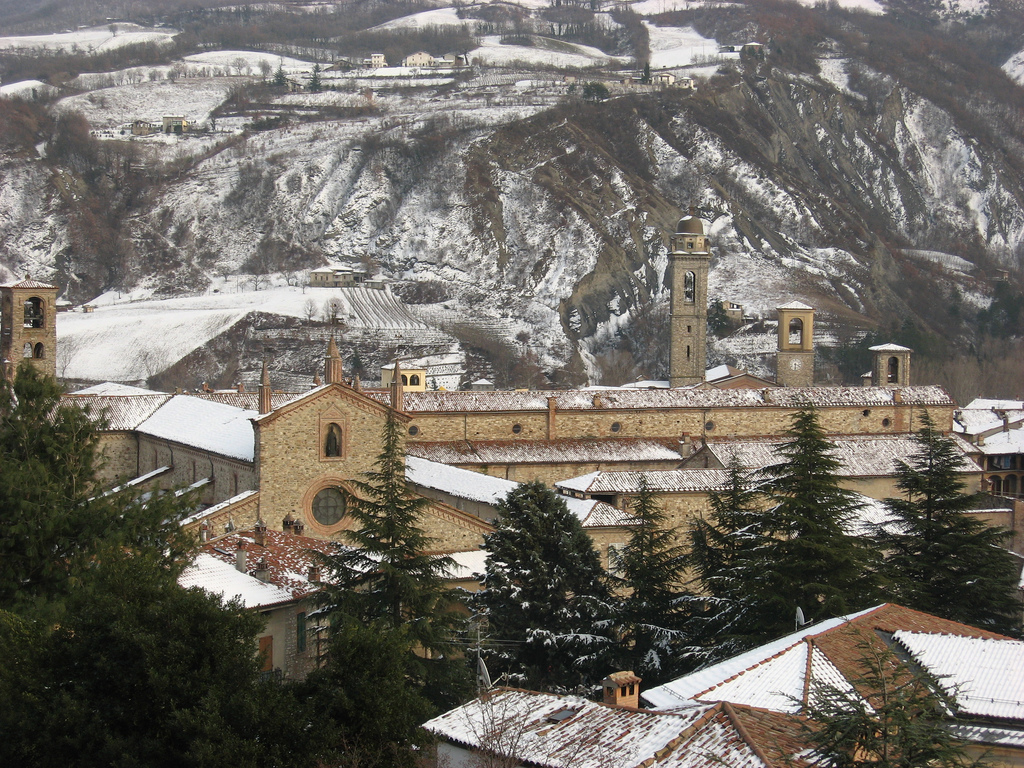
Klášterní budovy

Klášter v Bobbiu (italsky Abbazia di San Colombano) byl založený irským mnichem svatým Kolumbánem v roce 614, kolem kterého později v provincii Piacenza vyrostlo město Bobbio. Klášter, zasvěcený svatému Kolumbánovi, byl známý jako centrum odporu proti arianismu a jako jedna z největších knihoven středověku. Opatství bylo zrušeno v době francouzské správy v roce 1803. Mnoho budov zůstalo zachováno, našlo se pro ně jiné využití.
Založení opatství předcházel langobardský vpád do Itálie v roce 568. V roce 590 se langobardský král Agilulf oženil s oddanou římskou katoličkou Theodelindou. Pod jejím vlivem a vlivem svatého Kolumbána i král Agilulf konvertoval ke katolickému náboženství. Jako základnu ke konverzi langobardského lidu Agilulf věnoval Kolumbánovi zpustošený kostel a rozsáhlé pozemky známé jako Ebovium, které předtím, než je Langobardi zabrali, byly součástí papežských pozemků. Vedle tohoto malého kostela, zasvěceného svatému Petrovi, byl brzy postaven klášter. Opatství po svém založení se řídilo Řeholí svatého Kolumbána, vycházející z mnišských praktik keltského křesťanství.

## Historie kláštera

### 7. století
Po smrti svatého Kolumbána 23. listopadu 615 i jeho následníci svatý Atala (zemř. 627) a Bertulf z Bobbia (zemř. 640) klášter bránili proti nebezpečí ze strany militantního ariánství za vlády krále Rothara (636–652). V roce 628 Bertulf podnikl pouť do Říma, kde přesvědčil papeže Honoria I., aby vyňal opatství v Bobbiu z biskupské jurisdikce, čímž opatství podřídil Svatému stolci. Za vedení opata Bobolena byla v opatství zavedena Řehole svatého Benedikta. Zpočátku bylo její dodržování dobrovolné, ale postupem času nahradila tvrdší Řeholi svatého Kolumbána a Bobbio se připojilo ke Kongregaci Monte Cassino. V roce 643 na žádost Rothara a královny Gundelbergy svolil papež Theodor I. opatovi z Bobbia používání mitry a dalších pontifikálů.
Během bouřlivého 7. století se opatství v Bobbiu podařilo zůstat centrem křesťanské víry a kultury. I přes snahy stoupenců sv. Kolumbána se zvyšoval počet langobardského lidu, kteří přijímali katolickou víru, přesto v první polovině 7. století se velmi rozsáhlé území mezi Turínem a Veronou, Janovem a Milánem ocitlo ve značných náboženských nepokojích se směsí ariánských a pohanských náboženských praktik. K uklidnění situace došlo až za vlády Griomoalda I. z Beneventa (663–673), který sám konvertoval ke katolictví, teprve pak katolictví mezi Langobardy získalo většinu. Ariánství od tohoto okamžiku bylo výrazně na ústupu.

### 8. století a dále
Theodelindin synovec Aripert I. (653–663) obnovil právo papeže ke všem pozemkům Bobbia. Aripert II. tento stav papež Janu VII. v roce 707 potvrdil. Lombardi papeže těchto práv brzy zase zbavili, avšak v roce 756 byl Aistulf Pipinem Krátkým donucen se pozemků vzdát. V roce 1153 Fridrich Barbarossa potvrdil dvěma chartami různá práva a majetek.

### Biskupství v Bobbiu
V roce 1014 císař Jindřich II., při příležitosti své korunovace v Římě, dosáhl u papeže Benedikta VIII. zřízení biskupství v Bobbiu. První biskup Peter Aldus byl opatem v Bobbiu od roku 999 a jeho biskupští následovníci po dlouhou dobu žili v opatství, kde mnoho z nich bylo mnichy. Od roku 1133 nebo 1161 Bobbio podřízeno arcibiskupství v Janově. Od té doby docházelo mezi biskupem a mnichy ke sporům a roce 1199 Innocenc III. vyslal dva vyslance, aby opatství obnovili v záležitostech duchovních i světských, a vybavil biskupa oprávněním sesadit opata, pokud se ve stanovené lhůtě sám nepodřídí.

### Zrušení
Opatství svatého Kolumbána a kostel byly benediktinům zabaveny francouzskými okupačními vojsky v roce 1803, kdy bylo opatství zrušeno.

## Bazilika
Současná bazilika sv. Kolumbána (1456–1530) nahradila starou renesanční budovu. Ve svatých nápisech kolem hlavní lodi baziliky je pouze jedna citace, která jí dává mimořádného významu. Toto pouhé zjištění dovoluje interpretaci celých pasáží z bible. Tato věta je verš 6.63 z evangelia svatého Jana, tento verš získává zvláštní souvislosti, pokud se čte v souvislosti se složitými okolnostmi ohledně církve v dobách, kdy se vytvářela výzdoba baziliky. Rovněž renesanční fresky se týkají náboženských sporů v církvi v době renesance.
Bazilika má tvar románského kříže s lodí a dvěma chodbami, transeptem a pravoúhlou apsidou. Její součástí je křtitelnice z 9. století. Freskovou výzdobu lodi vytvořil Bernardino Lanzani v 16. století. Krypta z 15. století ukrývá sarkofágy sv. Kolumbána od Giovanniho dei Patriarchi (1480) a sarkofágy prvních dvou opatů – svatého Attaly a svatého Bertulfa. V kryptě je rovněž mozaiková dlažba z 12. století s příběhem Makabejského povstání. Zvonice z konce 9. století a menší apsidou pochází z původní románské budovy. Torre del Comune (Obecní věž) byla postavena v letech 1456 – 1485.
Muzeum v opatství obsahuje nálezy a zbytky z dob Starověkého Říma (hroby, oltáře, sochy) a z dob Langobardů (nápisy, náhrobní kameny). Rovněž se zde nachází polyptych od Bernardina Luiniho a bobbijská kolekce Monza ampullae – tj. poutnických lahví ze 6. století , která je druhá největší na světě.

## Knihovna
Jádrem knihovny v opatství byly rukopisy, které si Kolumbán přinesl z Irska (ačkoli jich patrně nebylo mnoho) a pojednání, která sám napsal. Učenec svatý Dungal (zemřel po roce 827) odkázal opatství svou cennou knihovnu, která se skládala z cca 27 svazků.
Koncem 9. století katalog zveřejněný Ludovicem Antoniem Muratorim (ale nyní nahrazený vydáním od M. Tosi) prokazoval, že v té době každá oblast vědění, duchovní nebo světské, byla v této knihovně zastoupena. Katalog uvádí více než 600 svazků. Mnoho z těchto knih bylo ztraceno, ale ty, které se zachovaly, jsou stále považovány za hlavní poklady pozdějších sbírek, jejichž byly součástí.
V roce 1616 kardinál Federico Borromeo si pro Ambrosiánskou knihovnu v Miláně vzal osmdesát šest svazků, včetně slavného Bobbio Orosius, Antigonáře z Bangoru a Bobbio Jerome a palimpsestské gótské verze bible od Ulfilase. Dvacet šest svazků bylo v roce 1618 věnováno papeži Pavlu V. pro Vatikánskou knihovnu. Mnoho dalších bylo posláno do Turína, kde vedle těch, které byly v Královských archivech, bylo sedmdesát jedna z nich uloženo v univerzitní knihovně až do ničivého ohně z 26. ledna 1904.
Gerbert z Aurillacu (pozdější papež Silvestr II.), se stal opatem v Bobbiu v roce 982 a za pomoci mnoha prastarých pojednání, která zde našel, sestavil své slavné dílo o geometrii.

## Pohřbení
- Svatý Cummian
- Svatý Kolumbán
- Svatý Atala
- Svatý Barbolenus, čtvrtý opat v Bobbiu. Zemřel kolem roku 640 a jeho svátek je 31. srpna.
- Svatý Baudacarius, mnich v Bobbiu, zemřel kolem roku 650, jeho svátek je 21. prosince.
- Svatý Bladulf